# Wassili Alexandrowitsch Tomschin
Wassili Alexandrowitsch Tomschin (russisch Василий Александрович Томшин, englisch Vasilii Tomshin; * 11. Januar 1997 in Serow, Oblast Swerdlowsk) ist ein russischer Biathlet. Er ist dreifacher Juniorenweltmeister und stand mit der Staffel bisher einmal auf einem Weltcuppodest.

## Sportliche Laufbahn
Erstmals trat Wassili Tomschin bei den Jugendweltmeisterschaften 2016 in Erscheinung, wo er den Einzelwettkampf bestritt. Im Folgewinter nahm er an einigen IBU-Junior-Cup-Rennen teil und wurde im Verfolgungsrennen der Junioreneuropameisterschaften Vierter. Im August 2017 gewann der Russe im Juniorensprint der Sommerbiathlonweltmeisterschaften hinter seinem Landsmann Igor Malinowski seine erste internationale Medaille. Der Winter 2017/18 verlief dann sehr erfolgreich, zunächst gewann Tomschin in Ridnaun ein Rennen im Junior-Cup, später gab es bei der Junioren-EM mit der Mixedstaffel Gold zu bejubeln. Auch bei den Juniorenweltmeisterschaften 2018 verliefen mit den Siegen in Sprint und Staffel mehr als zufriedenstellend. So gab der Russe am Ende der Saison in Chanty-Mansijsk sein Debüt im IBU-Cup und beendete sein erstes Rennen, einen Supersprint, sofort auf dem dritten Platz. Ab 2018 lief Tomschin nun durchgehend auf dieser Wettkampfebene, konnte aber zunächst keine weiteren Top-10-Ergebnisse einfahren. Stattdessen nahm er 2019 ein letztes Mal an Juniorenweltmeisterschaften teil und verteidigte seinen Titel mit der Staffel.
Nach einem weiteren Winter im IBU-Cup und starken Ergebnissen, Tomschin klassierte sich in Einzelrennen inklusive eines Podestplatzes insgesamt neunmal unter den besten Zehn, nahm er in Minsk-Raubitschy an seinen ersten Europameisterschaften teil, erzielte dort aber keine Top-20-Platzierung. Im Winter 2020/21 wurde der Russe nur in Osrblie und Obertilliach eingesetzt und wurde mit der Männer- und der Single-Mixed-Staffel zweimal Zweiter. Extrem stark fand er in die Saison 2021/22, Tomschin wurde in Idre Fünfter und Dritter der Sprintrennen und konnte das Verfolgungsrennen für sich entscheiden. Daraufhin gab er in der zweiten Wettkampfwoche von Östersund seinen Einstand im Weltcup und erzielte als 39. in Sprint und Verfolgung sogleich Ranglistenpunkte. In Hochfilzen eine Woche darauf lief der Russe im Verfolgungsrennen dank fehlerfreiem Schießens von Rang 47 auf 10 und realisierte damit seine erste Top-10-Platzierung im Weltcup. Daraufhin bestritt er als Startläufer auch das Staffelrennen, schoss stehend eine Strafrunde, konnte durch die Arbeit von Daniil Serochwostow, Alexander Loginow und Eduard Latypow aber trotzdem noch den dritten Platz und damit sein erstes Weltcuppodest erreichen. Trotz weiterer Punkte in Le Grand-Bornand wurde Tomschin in der starken russischen Mannschaft wieder in den IBU-Cup versetzt, wo er sich mit Ausnahme der EM-Rennen in jedem Wettkampf unter den besten Zehn platzierte. Schlussendlich klassierte er sich auf Rang 9 in der IBU-Cup- sowie Platz 64 in der Weltcuprangliste, nach Saisonende krönte er sich zum russischen Meister im Massenstart.
Da die russische Mannschaft vom Wettkampfbetrieb ausgeschlossen wurde, startete Tomschin ab Ende 2022 im neugeschaffenen Commonwealth Cup. Dabei gelangen ihm im Winter 2022/23 fünf Podestplätze, worunter auch ein Sieg im Massenstart von Minsk fiel. Eher weniger erfolgreich endete die Folgesaison, Tomschin lief nur in einem Single-Mixed-Wettkampf unter die besten drei und verpasste die Top Ten in jedem möglichen Individualrennen. Daher schloss er die Saison nur auf Rang 19 ab. Auch im Winter 2024/25 kam er in den Einzelrennen nicht unter die besten Zehn, bei den russischen Meisterschaften gelang ihm in Staffelrennen für die Oblast Swerdlowsk der Gewinn zweier Silbermedaillen.

## Persönliches
Tomschin lebt in Jekaterinburg und ist verheiratet. Er studierte an der Nationalen Universität Lesgaft in Sankt Petersburg.

## Statistiken

### Weltcupplatzierungen
Die Tabelle zeigt alle Platzierungen (je nach Austragungsjahr einschließlich Olympische Spiele und Weltmeisterschaften).
- 1.–3. Platz: Anzahl der Podiumsplatzierungen
- Top 10: Anzahl der Platzierungen unter den ersten zehn (einschließlich Podium)
- Punkteränge: Anzahl der Platzierungen innerhalb der Punkteränge (einschließlich Podium und Top 10)
- Starts: Anzahl gelaufener Rennen in der jeweiligen Disziplin
- Staffel: inklusive Mixed- und Single-Mixed-Staffeln

| Platzierung               | Einzel | Sprint | Verfolgung | Massenstart | Staffel | Gesamt |
| ------------------------- | ------ | ------ | ---------- | ----------- | ------- | ------ |
| 1. Platz                  |        |        |            |             |         |        |
| 2. Platz                  |        |        |            |             |         |        |
| 3. Platz                  |        |        |            |             | 1       | 1      |
| Top 10                    |        |        | 1          |             | 1       | 2      |
| Punkteränge               |        | 2      | 3          |             | 1       | 6      |
| Starts                    |        | 3      | 3          |             | 1       | 7      |
| Stand: Saisonende 2021/22 |        |        |            |             |         |        |

### Weltcupwertungen
Ergebnisse bei Weltcups (Disziplinen- und Gesamtweltcup) gemäß Punktesystem.
| Saison  | Einzel | Einzel | Sprint | Sprint | Verfolgung | Verfolgung | Massenstart | Massenstart | Gesamt | Gesamt |
| Saison  | Platz  | Punkte | Platz  | Punkte | Platz      | Punkte     | Platz       | Punkte      | Platz  | Punkte |
| ------- | ------ | ------ | ------ | ------ | ---------- | ---------- | ----------- | ----------- | ------ | ------ |
| 2021/22 | –      | –      | 73.    | 18     | 44.        | 38         | –           | –           | 63.    | 56     |

### Jugend-/Juniorenweltmeisterschaften
Tomschin nahm 2016 an den Jugend-, ab 2017 an den Juniorenwettkämpfen teil.
| Weltmeisterschaften | Weltmeisterschaften | Einzelwettbewerbe | Einzelwettbewerbe | Einzelwettbewerbe | Herrenstaffel |
| Jahr                | Ort                 | Einzel            | Sprint            | Verfolgung        | Herrenstaffel |
| ------------------- | ------------------- | ----------------- | ----------------- | ----------------- | ------------- |
| 2016                | Cheile Grădiștei    | 23.               | –                 | –                 | –             |
| 2017                | Osrblie             | 53.               | –                 | –                 | –             |
| 2018                | Otepää              | 14.               | 1.                | 5.                | 1.            |
| 2019                | Osrblie             | 23.               | 22.               | 11.               | 1.            |

### IBU-Cup-Siege
| Nr. | Datum         | Ort  | Disziplin  |
| --- | ------------- | ---- | ---------- |
| 1.  | 28. Nov. 2021 | Idre | Verfolgung |

### Junior-Cup-Siege
| Nr. | Datum         | Ort     | Disziplin |
| --- | ------------- | ------- | --------- |
| 1.  | 15. Dez. 2017 | Ridnaun | Einzel    |